# Viu de Llevata
Viu de Llevata es una localidad española perteneciente al municipio de Pont de Suert, en la provincia de Lérida, comunidad autónoma de Cataluña.

## Demografía
| Gráfica de evolución demográfica de Viu de Llevata entre 1842 y 1960 |
| |
| Población de derecho según los censos de población del INE Población de hecho según los censos de población del INEEntre el censo de 1857 y el anterior, crece el término del municipio porque incorpora a 255139 (Corroncuy), 255288 (Perves), 255289 (Pinyana) Entre el censo de 1970 y el anterior, este municipio desaparece porque se integra en el municipio 25173 (Pont de Suert) |

Fue un municipio independiente hasta el año 1970, de 53,23 km², hasta que fue agregado al municipio de Pont de Suert. Su aportación a los 148,62 km² del municipio actual fue del 35,82% del territorio. Tenía su centro en el pueblo de Viu de Llevata, y también pertenecían a él los pueblos de Abella de Adons[cita requerida], Adons[cita requerida], La Beguda de Adons, de Corroncui, La Bastideta de Corroncui, Corroncui, Perves y Pinyana.